# Sierra Engarcerán
Sierra Engarcerán, en castillan et officiellement (La Serra d'En Galceran en valencien), est une commune d'Espagne de la province de Castellón dans la Communauté valencienne. Elle est située dans la comarque de Plana Alta et dans la zone à prédominance linguistique valencienne.

## Patrimoine

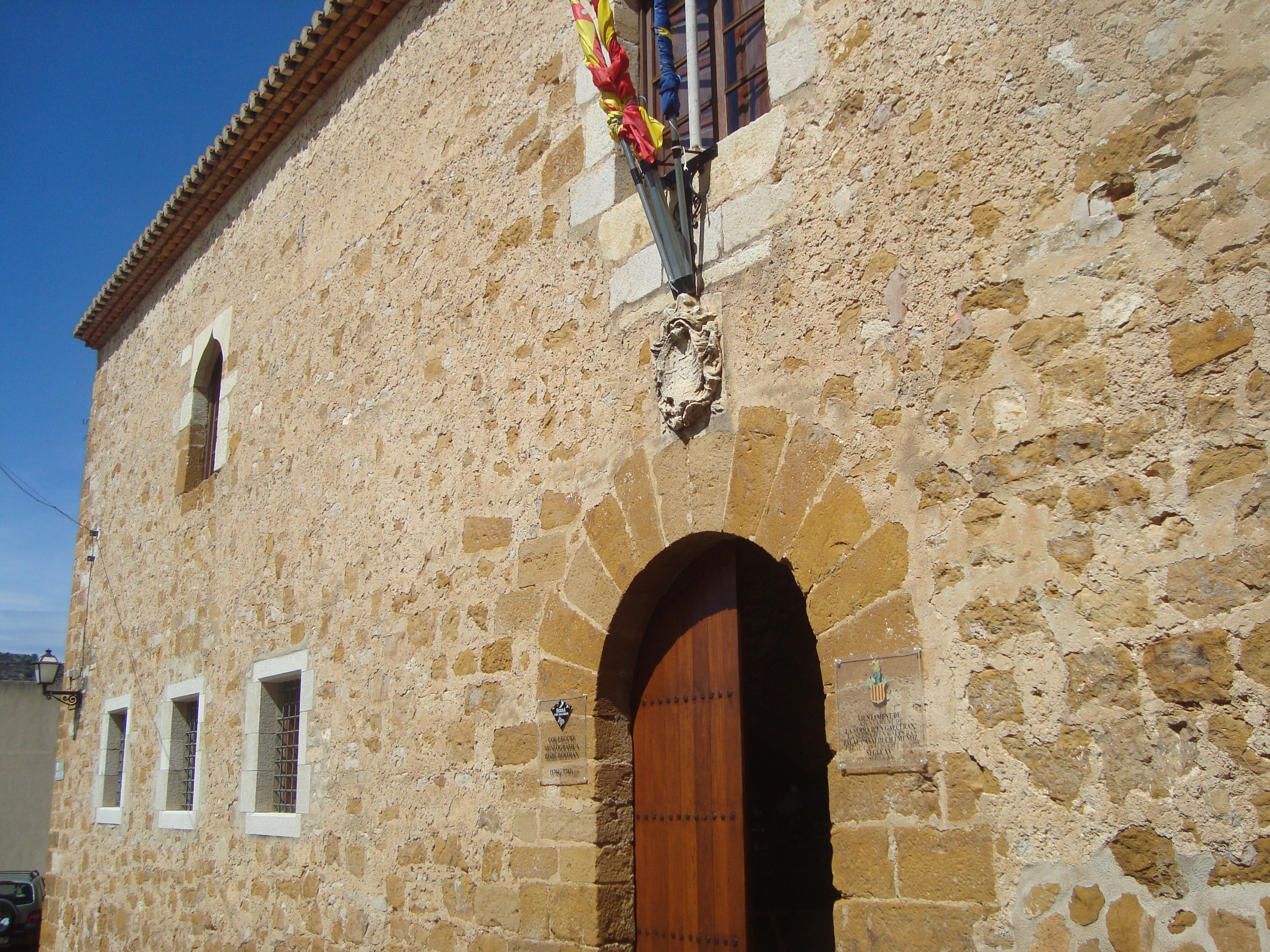
Palacio de los Casalduch y Muñoz de Sierra Engarcerán

### Lien externe

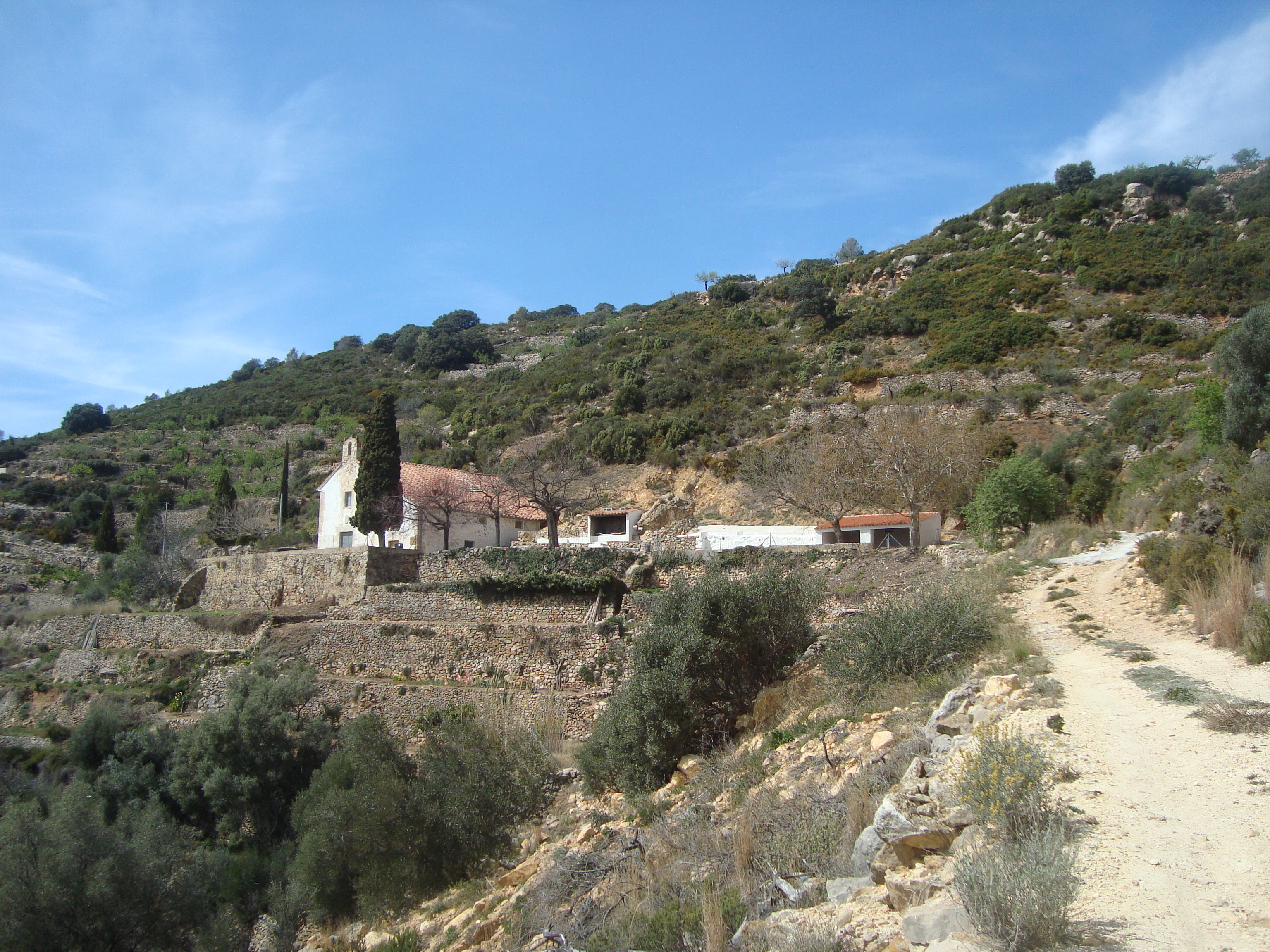
Ermitage de Sant Miquel, Serra Engarcerán

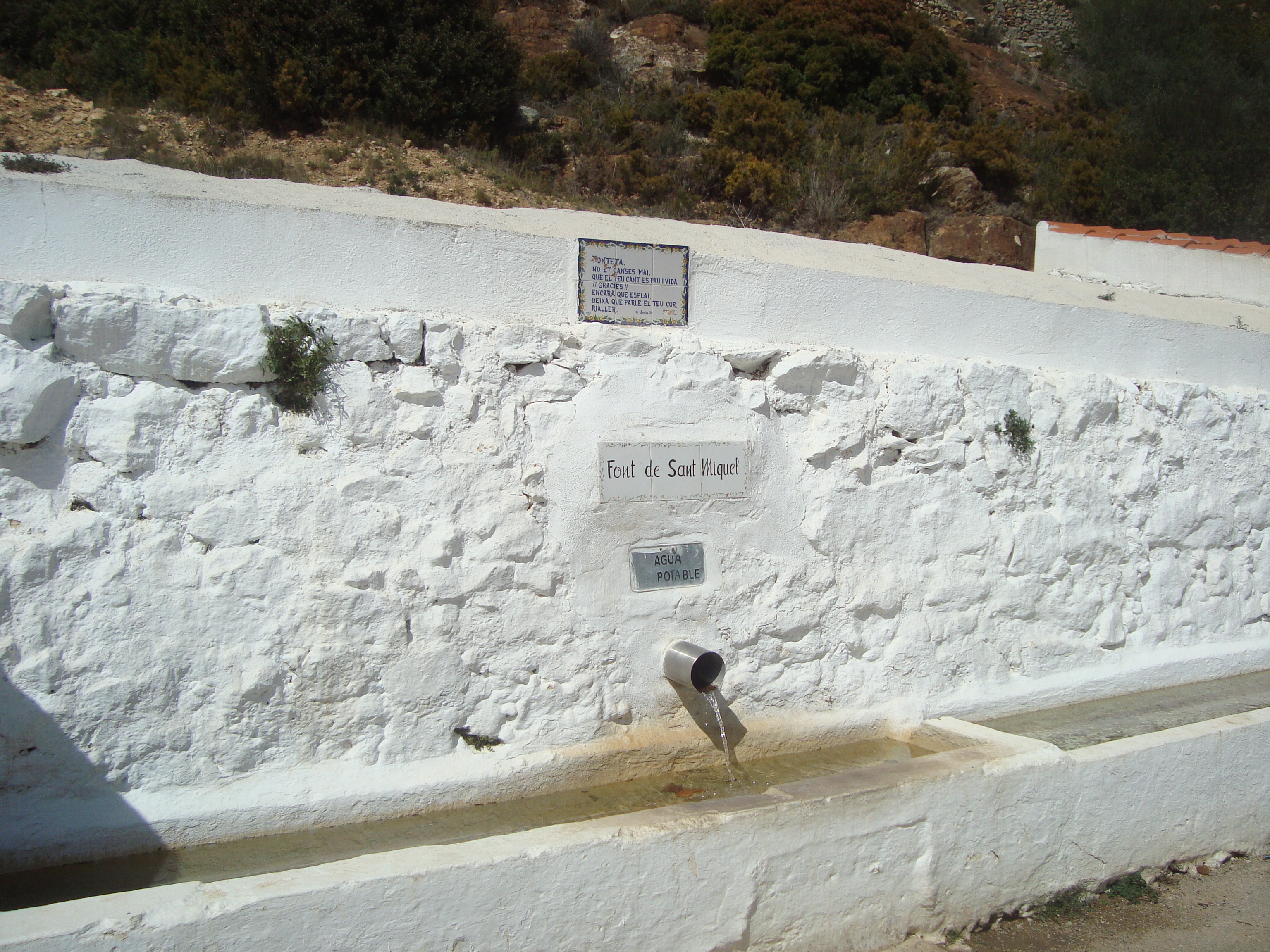
Source Sant Miquel (La Serra d'En Galcerán)

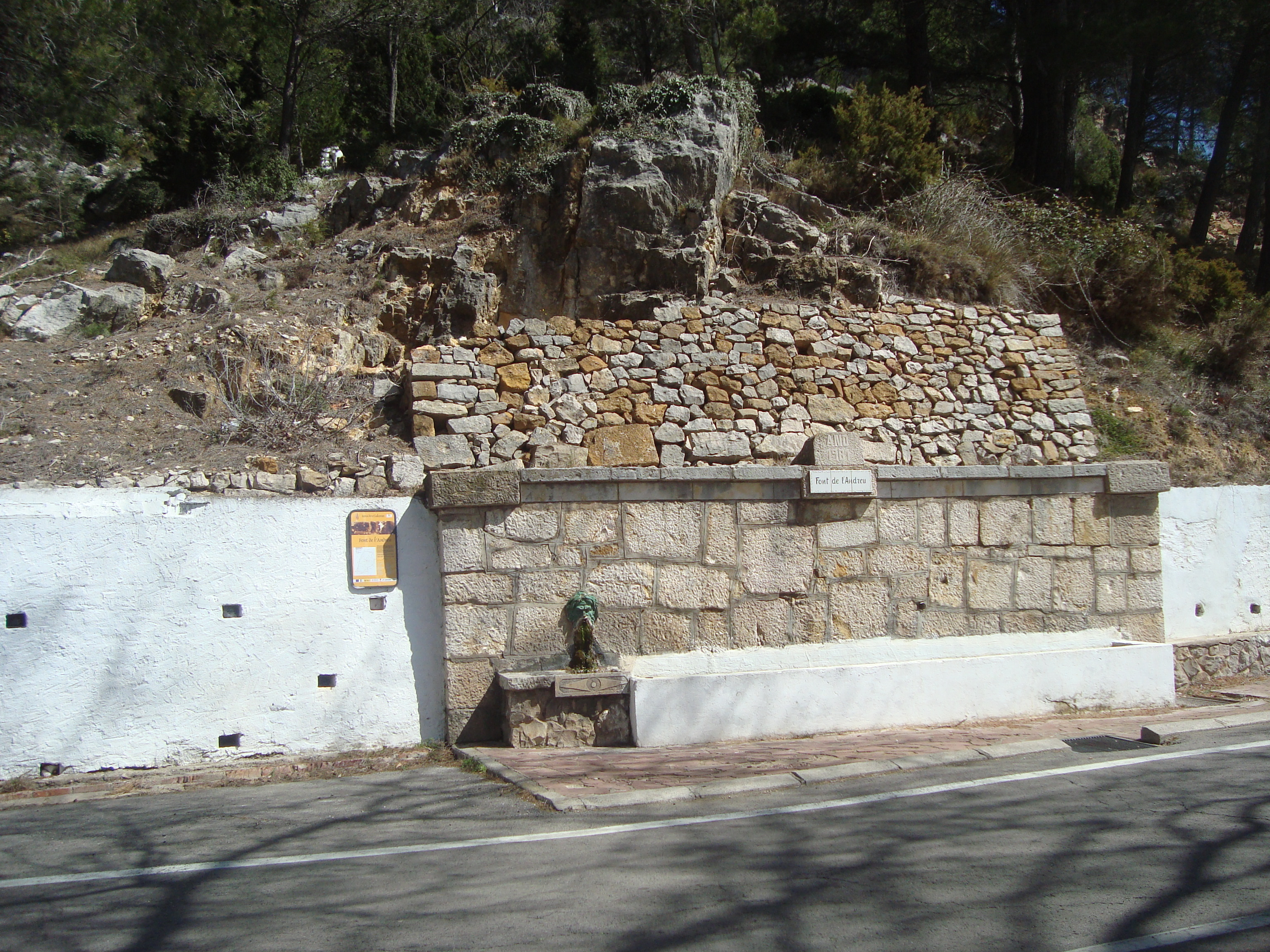
Source Andreu (La Serra d'en Galcerán)

## Géographie

Localisation de Sierra Engarcerán
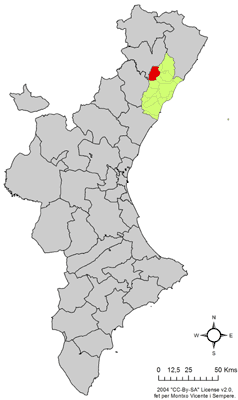
dans la Communauté valencienne.
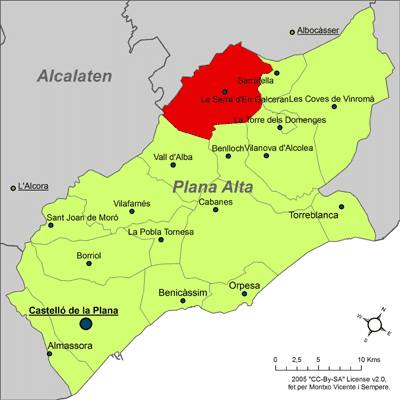
dans la comarque de Plana Alta.